# Novočerkassk (BDK-46)
La Novočerkassk (BDK-46) (in russo Новочеркасск (БДК-46)?) era una nave da sbarco di classe Ropucha della Marina militare russa e parte della Flotta del Mar Nero. La nave prendeva il nome dalla città russa di Novočerkassk e fu costruita in Polonia e varata il 17 aprile 1987.

## Descrizione
La Novočerkassk aveva un dislocamento standard di 3450 tonnellate, una lunghezza di 112,5 metri, una larghezza di 15 metri e un pescaggio di 3,7 metri. Aveva due motori diesel che fornivano una velocità massima di 17,8 nodi (33,0 km/h; 20,5 mph) e un'autonomia di 6.000 miglia nautiche (11.000 km) a 12 nodi (22 km/h; 14 mph). Era armata con due supporti di artiglieria AK-725 da 57 mm e due sistemi di lancio di razzi multipli da 122 mm.
Era in grado di trasportare fino a 500 tonnellate di carico e 225 soldati imbarcati. Inoltre, la nave poteva ospitare 10 carri armati, mentre il ponte della nave era in grado di ospitare 25 mezzi corazzati da trasporto truppe. In situazioni a vuoto carico, il suo equipaggio era formato da 87 membri, tra ufficiali e marinai.

## Storia
In seguito al varo avvenuto nell'aprile del 1987, sotto il nome di BDK-46, nel novembre dello stesso anno, fu inclusa nella Flotta del Mar Nero della Marina sovietica. La nave era di stanza sul lago Donuzlav, in Crimea. Prima della dissoluzione dell'Unione Sovietica il BDK-46 partecipò a varie esercitazioni militari. Dal 1990 al 2007 la nave di classe Ropucha venne sottoposta a conservazione. Nel 2002, la nave fu ribattezzata Novočerkassk, dal nome della città che ne aveva il patronato.

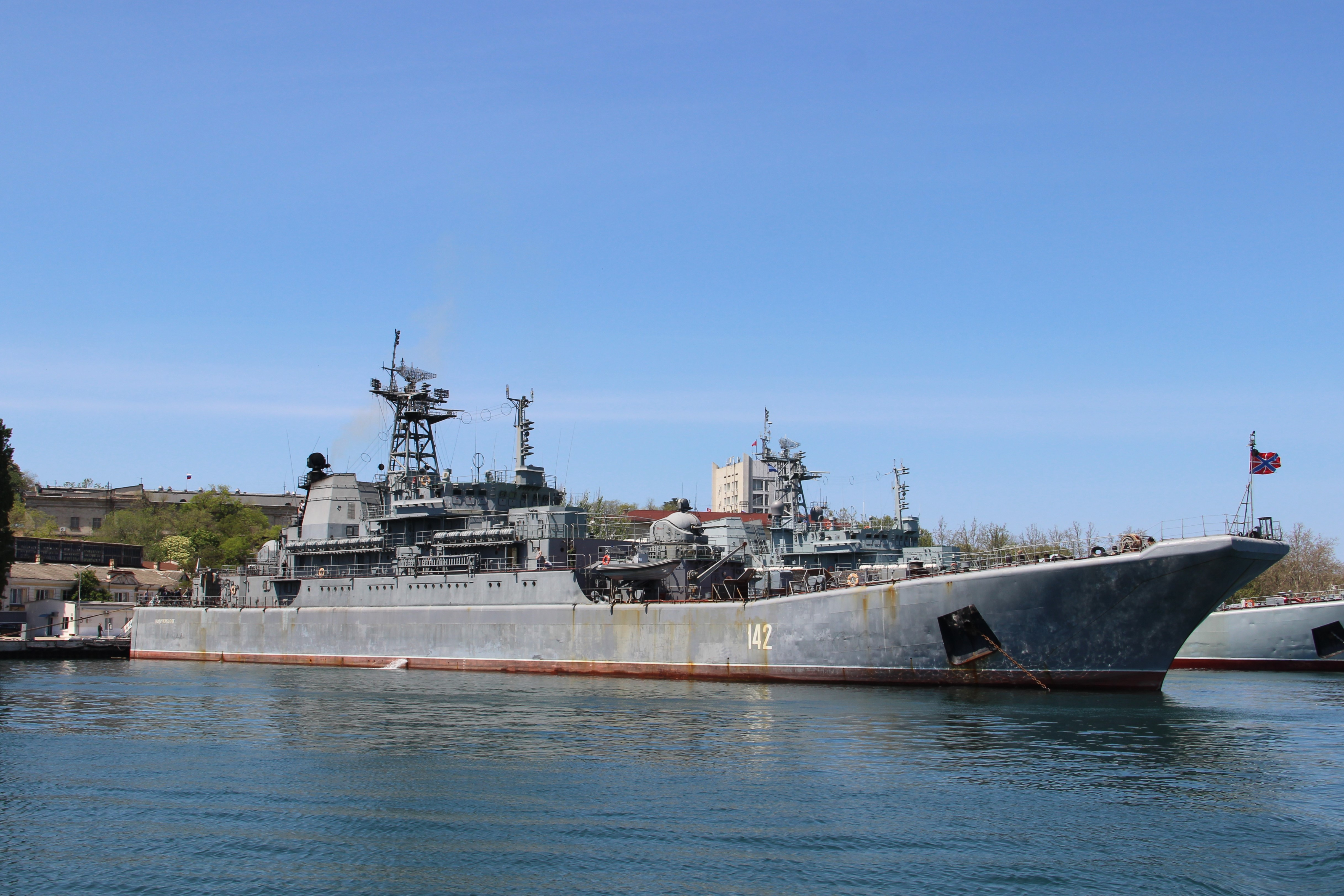
La Novočerkassk nel porto di Sebastopoli, maggio 2015

Nel novembre del 2012, la Novočerkassk prese parte ad un'operazione con altre navi della Flotta del Mar Nero ancorando al largo della costa di Gaza. Lo scopo dell'operazione era apparentemente quello di prepararsi a evacuare i cittadini russi da Israele nel caso in cui il conflitto israelo-palestinese si fosse intensificato. Le altre navi che presero parte all'operazione erano la Saratov e la Moskva. Nel 2015 la Novočerkassk faceva parte delle esercitazioni della flotta del Mar Nero nel Mediterraneo, in corrispondenza di un rafforzamento delle forze militari russe in Siria.
Nel marzo del 2020, la Novočerkassk salpò per la Siria, insieme alla gemella Tsezar Kunikov e le fregate Admiral Grigorovič e Admiral Makarov, in risposta alle crescenti tensioni con la Turchia e al ritiro delle truppe americane dalla Siria. Il movimento delle navi suscitò preoccupazioni sulla diffusione del virus COVID-19 da e verso la Russia.

### Invasione russa dell'Ucraina
Nel marzo del 2022, circa un mese dopo l'invasione dell'Ucraina da parte della Russia, la Novočerkassk era attraccata nel porto di Berdjans'k, nel sud dell'Ucraina, con una serie di altre navi da guerra russe. Un attacco missilistico ucraino eseguito il 25 marzo danneggiò diverse navi russe, affondando la Saratov e danneggiando Novočerkassk. Nel giugno dello stesso anno, i media statali russi TASS affermarono che nave di classe Ropucha era una delle dodici navi da sbarco presenti nel Mar Nero che potevano lanciare un’operazione anfibia in Ucraina. Tuttavia, non venne confermato che la Novočerkassk era stata riparata, lasciando sconosciuta la sua reale condizione. Il 24 agosto 2022 venne riferito che la Novočerkassk e la nave gemella, la Tsezar Kunikov, erano fuori servizio a causa della mancanza di pezzi di ricambio per riparare le navi. La mancanza di pezzi di ricambio venne attribuita alle sanzioni imposte alla Russia.
I portavoce dell'aeronautica ucraina affermarono che in seguito la nave venne utilizzata pesantemente per la logistica per il trasporto di armi e soldati dalla Russia alla regione di Zaporižžja, in Ucraina. Dopo l'attacco al ponte di Kerč', la Russia cercò mezzi alternativi per rifornire la Crimea, tra cui le grandi navi da sbarco come la Novočerkassk.

### Attacco e affondamento
Il 26 dicembre 2023, la Novočerkassk venne colpita da missili da crociera ucraini mentre si trovava in una base navale nella città di Feodosia, nella Crimea occupata dai russi. L'aeronautica ucraina rilasciò successivamente una dichiarazione in cui affermava di ritenere che la nave fosse utilizzata per trasportare veicoli aerei senza pilota (UAV) d'attacco di fabbricazione Iraniana. Secondo l'aeronautica militare ucraina la nave subì esplosioni secondarie rendendo molto complicate le eventuali riparazioni. In seguito all'attacco vennero pubblicati sui social media video che mostravano esplosioni molto grandi osservate nel porto di Feodosia. Il capo dell'Istituto di studi strategici del Mar Nero, Andrij Klymenko, dopo aver visionato i video dell'attacco dichiarò New York Times che siccome l'esplosione era stata molto potente, la Novočerkassk trasportava sicuramente esplosivi come proiettili, missili o droni.
Funzionari russi confermarono l'attacco affermando che una persona era rimasta uccisa e due ferite da un incendio scoppiato in città a causa dell'attacco, descrivendo la nave come danneggiata. In seguito affermarono anche che due Su-24 ucraini erano stati abbattuti dal fuoco antiaereo durante l'attacco. l'Ucraina negò di aver perso due velivoli. Le immagini satellitari scattate dalla compagnia Maxar dopo l'impatto mostrarono tuttavia ingenti danni alla nave, con la nave parzialmente sommersa lungo il molo, da cui provenivano nubi di fumo. Tuttavia, altre fonti affermarono che le vittime russe erano assai più elevate. La Marina ucraina dichiarò che 80 membri del personale russo erano stati uccisi, mentre il quotidiano dell'opposizione russa Astra riferì che c'erano 77 militari russi a bordo della nave al momento dell'attacco, di cui 33 dispersi e 19 feriti. Successivamente, il 29 dicembre, un gruppo di hacker ucraino affermò che 74 soldati russi erano stati uccisi, mentre 27 erano rimasti feriti.
Il presidente ucraino Zelens'kyj rilasciò una dichiarazione sull'attacco dicendo: "Sono grato alla nostra aeronautica militare per lo spettacolare rifornimento della flotta sottomarina russa del Mar Nero con un'altra nave. Non ci sarà posto pacifico per gli occupanti in Ucraina". Il presidente russo Vladimir Putin venne informato dell'attacco tramite il ministro della difesa russo Sergej Šojgu. Il segretario alla difesa britannico Grant Shapps scrisse di ritenere che la distruzione della nave fosse la prova che non c'era una situazione di stallo nel conflitto e che "negli ultimi 4 mesi il 20% della flotta russa del Mar Nero è stata distrutta".